# برج مقبره ریواده
برج مقبره ریواده؛ نام برج مقبره‌ای تاریخی مربوط به دورهٔ ایلخانی است و در شهرستان جغتای، مرکز شهر ریواده واقع شده و این اثر در تاریخ ۲۴ خرداد ۱۳۹۰ با شمارهٔ ثبت ۳۰۲۸۹ به‌عنوان یکی از آثار ملی ایران به ثبت رسیده‌است.